# Jeffersonville (Ohio)
Jeffersonville es una villa ubicada en el condado de Fayette en el estado estadounidense de Ohio. En el Censo de 2010 tenía una población de 1203 habitantes y una densidad poblacional de 267,71 personas por km².

## Geografía
Jeffersonville se encuentra ubicada en las coordenadas 39°39′8″N 83°33′24″O / 39.65222, -83.55667. Según la Oficina del Censo de los Estados Unidos, Jeffersonville tiene una superficie total de 4.49 km², de la cual 4.4 km² corresponden a tierra firme y (2.02%) 0.09 km² es agua.

## Demografía
Según el censo de 2010, había 1203 personas residiendo en Jeffersonville. La densidad de población era de 267,71 hab./km². De los 1203 habitantes, Jeffersonville estaba compuesto por el 92.27% blancos, el 4.24% eran afroamericanos, el 0.17% eran amerindios, el 0.17% eran asiáticos, el 0% eran isleños del Pacífico, el 0.33% eran de otras razas y el 2.83% pertenecían a dos o más razas. Del total de la población el 1.91% eran hispanos o latinos de cualquier raza.